# Ranunculus ololeucos
Ranunculus ololeucos är en ranunkelväxtart som beskrevs av Curtis Gates Lloyd. Ranunculus ololeucos ingår i släktet ranunkler, och familjen ranunkelväxter. Utöver nominatformen finns också underarten R. o. pubescens.

## Bildgalleri

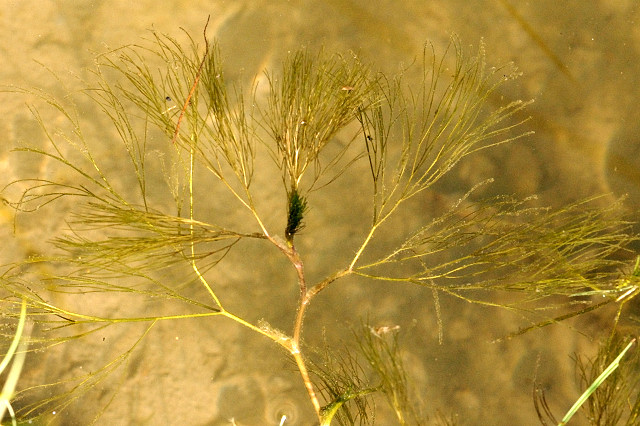
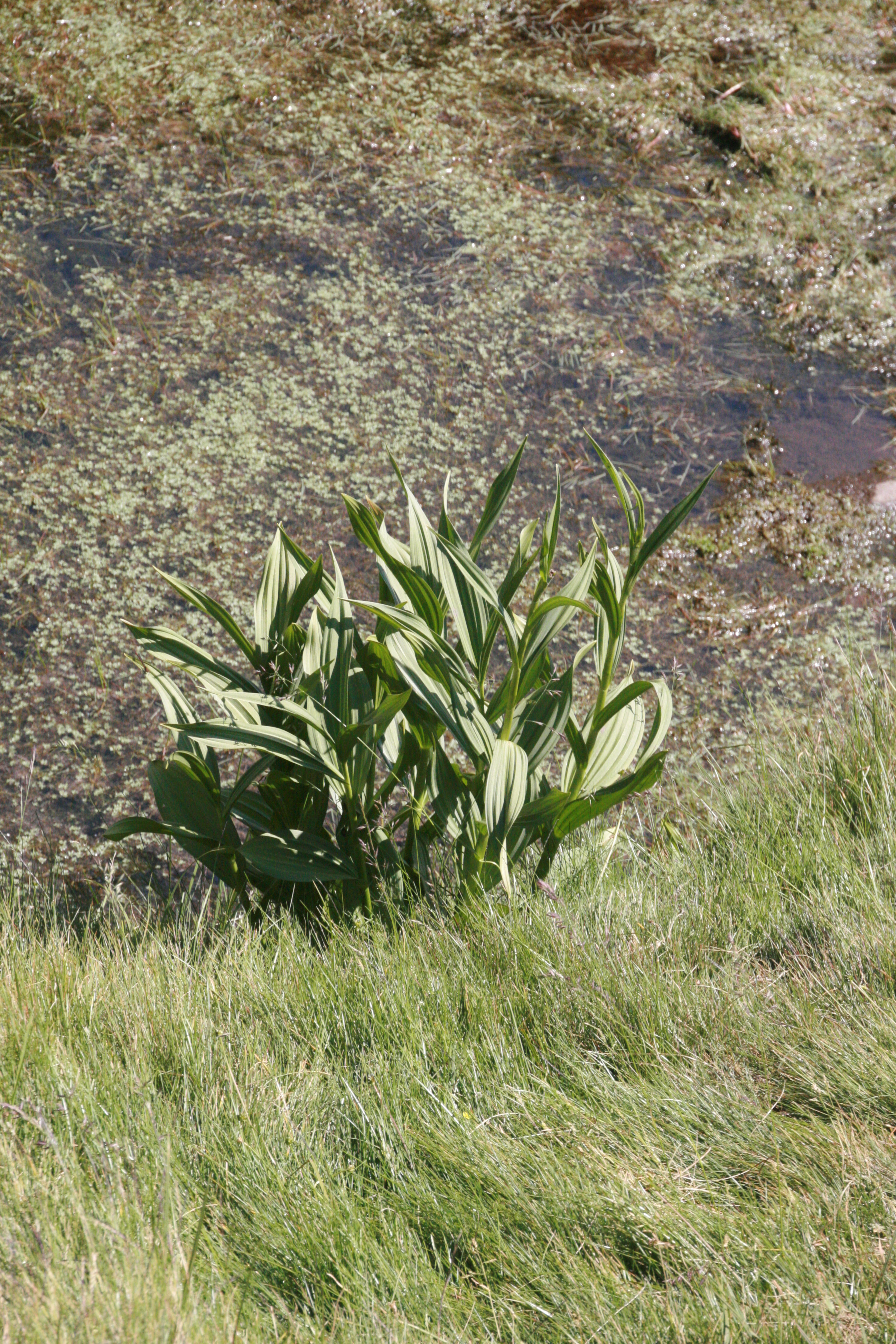
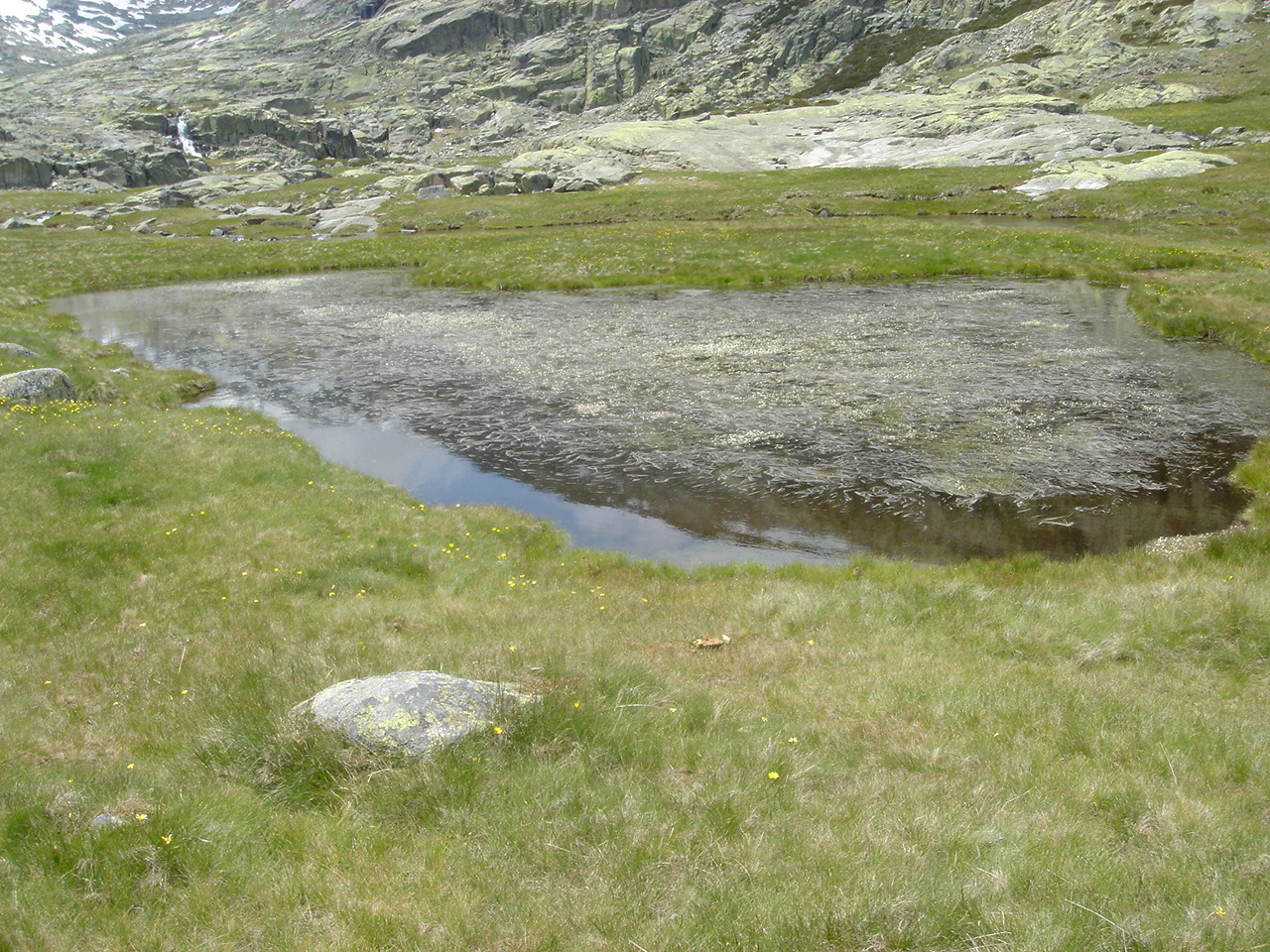
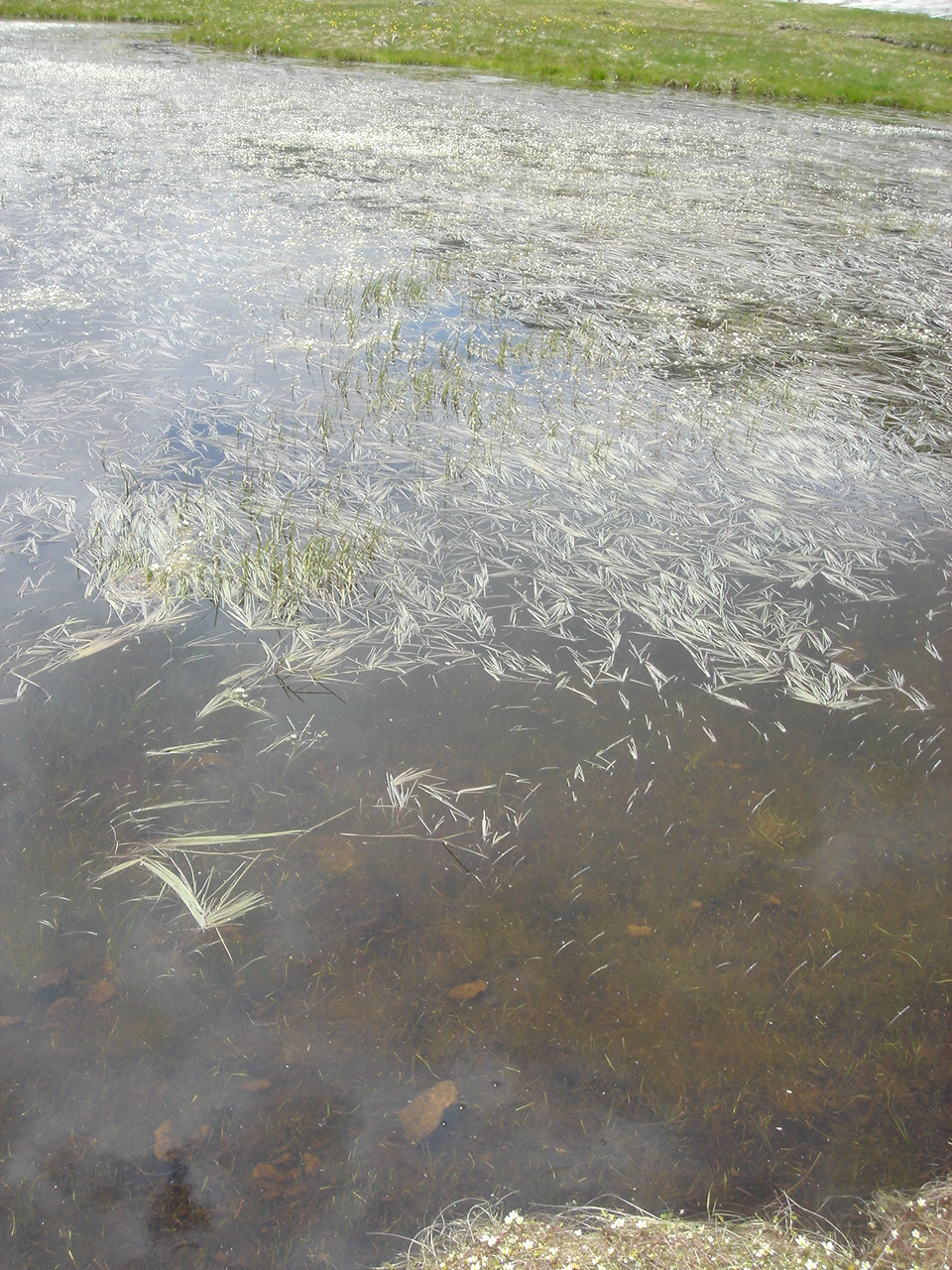